# Середь
Се́редь (словац. Sereď, венг. Szered) — город в западной Словакии на реке Ваг. Население — около 16 тыс. человек.

## История
Середь впервые упоминается в 1313 году, но возникла, скорее всего, в IX веке. В средние века здесь стояла важная в стратегическом отношении крепость Шинтава, которая стояла на так называемом «Чешском пути» из Буды в Прагу, по которому перегоняли крупный рогатый скот. Середь была знаменита своими ярмарками, на которые съезжались торговцы со всей Венгрии.
Сегодня Середь знаменита прежде всего своими кондитерскими изделиями и игристыми винами «Губерт».

## Население
| Год:                | 1994   | 2004    | 2014    | 2024    |
| ------------------- | ------ | ------- | ------- | ------- |
| Количество человек: | 17 567 | 17 286  | 15 993  | 15 059  |
| Разница:            |        | −1,59 % | −7,48 % | −5,84 % |

## Достопримечательности
- Руины замка (в реставрации)
- Костёл св. Иоанна Крестителя

## Города-побратимы
- Леопольдсдорф-им-Мархфельде, Австрия
- Тишнов, Чехия